# 3G
3G, telefonia komórkowa trzeciej generacji – sieć cyfrowa telefonii komórkowej o poszerzonej pojemności dysponująca dodatkowymi usługami umożliwiającymi transmisję video i transmisję pakietową.
Bazuje na standardach rozwiniętych w stosunku do 2.5G: trzeciej generacji rodziny standardów IMT-2000, w tym UMTS (uniwersalnym systemie telekomunikacji ruchomej). Dzięki poszerzonej pojemności sieci umożliwia ona wprowadzenie dodatkowych usług opartych na transmisji wideo oraz transmisji pakietowej (komutacji pakietów).
System telefonii trzeciej generacji umożliwia nieograniczony dostęp radiowy do globalnej infrastruktury telekomunikacyjnej za pośrednictwem segmentu naziemnego, zarówno dla użytkowników stacjonarnych, jak i mobilnych. Jest systemem w zamierzeniu integrującym wszystkie systemy telekomunikacyjne (teleinformatyczne, radiowe i telewizyjne).
W odróżnieniu od systemu telefonii drugiej generacji GSM, w którym dominującą miała być usługa głosowa, następnie poszerzona o transmisję pakietów bazującą na standardach GPRS oraz EDGE (zwanych też systemem 2.5G), w systemach 3G od momentu rozpoczęcia projektowania zakładano „równoprawne” świadczenie różnych usług (transmisji dźwięku i wideo oraz pakietowej transmisji danych).
Przejście na system telefonii 3G wymagało zmodernizowania wszystkich elementów architektury sieci. Konieczność poniesienia związanych z tym dużych kosztów inwestycyjnych oraz wysokie ceny licencji dla operatorów spowodowały, że wdrożenie telefonii komórkowej trzeciej generacji znacznie się opóźniło.
W latach 2023–2025 niektórzy polscy operatorzy zdecydowali o wyłączeniu standardu 3G w swoich sieciach (Orange Polska oraz T-Mobile Polska).